# Haurvatat
Haurvatat (”Fulländningen") är en arketyp, gudomlighet eller ärkeängel i zoroastrismen och förekommer i Zarathustras Sånger.
I Avesta, zoroastrismens urkund, är Haurvatat en av de sex amesha spentas skapade av Ahura Mazda för att hjälpa honom stärka de goda och förgöra det onda.
Haurvatat är kopplad till den närande funktionen och kosmisk väktare av vatten. Haurvatat och Ameretat är systrar och Harvatat råder över vattnet som kan komma som en belöning till den som  vördar det.